# Clódio Otaviano
Clódio Otaviano (em latim: Clodius Octavianus) foi um oficial romano do século IV ativo no reinado dos imperadores Constâncio II (r. 337–361), Juliano (r. 361–363), Joviano (r. 363–364), Valentiniano I (r. 364–375) e Valente (r. 364–378).

## Vida

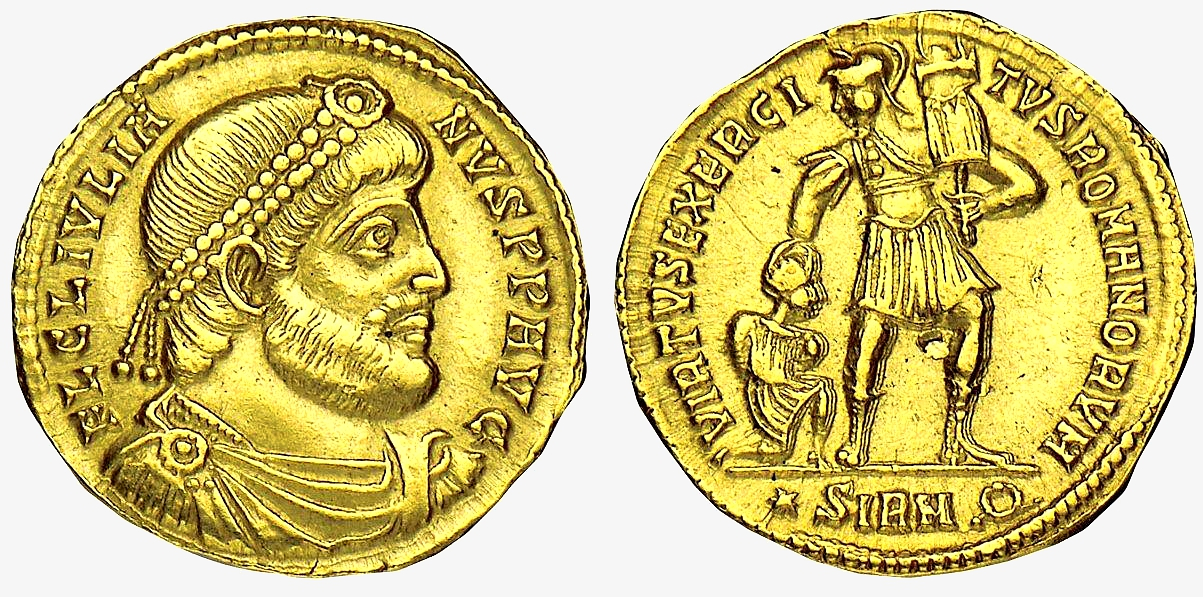
Soldo de r.

Clódio era patrono de Boviano e deu um presente a Benevento. O começo de sua carreira foi dada em uma inscrição: pontífice maior (não precisa ter ocupado esse ofício tão cedo), consular da Panônia Segunda (antes de 352), vigário de Roma e conde da primeira ordem (antes de 363). Homem claríssimo, em 363 torna-se procônsul da África por nomeação imperial após participar da embaixada senatorial a Juliano em Antioquia (362). Segundo Jerônimo e Amiano Marcelino, caiu em desgraça com Valentiniano I e se esconde em 371.